# リードギター
リードギター (英: Lead guitar) は、ギターソロやオブリガート、主旋律を中心に演奏するギタリスト及びその役割。

## 概要
バンド内にギタリストが2名以上いる場合は、リードギターとリズムギターに役割を分担することが多いが、必ずしもリードギター担当のみであることは少なく、リズムギターと同様に伴奏を演奏するケースも多い。ギタリストが2名以上いるバンドで目立っている方のギタリストをリードギターと認識する傾向もある。ギタリストが1名のみのバンド等では、概ねリードギターとリズムギターを兼任、またはリズムギターに専念する。
主旋律を弾く際は主に間奏やイントロダクション、エンディング部分に限られる。また、ボーカリストとの掛け合いやユニゾンを演奏することもある。ギター中心のインストゥルメンタルにおいては、全編及び大半部分の主旋律を担当する。

## 参考例
初期のビートルズ（特にステージ演奏）のジョン・レノンとジョージ・ハリスンのように、ギタリスト二人のうちのどちらかがリードギターを担うパターンや曲によってポール・マッカートニーがリードギターを弾くパターンや、ローリング・ストーンズのように二人のギタリストが、曲によって役割分担するパターン、ザ・フーやクリームなど、一人しかギタリストのいないバンドは、リードギターとリズムギターを兼任している。
また、ジェフ・ベックの脱退間際のヤードバーズのように二人のギタリストが1曲内で交代でソロを取り合ったり、二人でハーモニーを重視した演奏を行うという形態もあり、ツイン・リードと呼ばれる。1970年代にはウィッシュボーン・アッシュ、シン・リジィ、ジューダス・プリーストなどが、こうしたツイン・リードの形態を取り、後のヘヴィ・メタルにもツイン・リードのバンドが多く登場した。